# Aina Rado i Ferrando
Aina Rado i Ferrando (Santanyí, 1947 - 25 d'abril de 2017) fou una política i sindicalista mallorquina que fou presidenta del Parlament de les Illes Balears. Accedí a la presidència el 9 de març del 2010 després de la dimissió de la seva antecessora en el càrrec Maria Antònia Munar. Va mantenir el càrrec fins al 7 de juny de 2011, quan va ser substituïda per Pere Rotger Llabrés (PP).
Mestra, va ser dirigent de FETE-UGT. De 1999 a 2003 va ser consellera insular del Consell Insular de Mallorca i Directora General de Menors del Govern de les Illes Balears. Al 1999 entrà de consellera insular per reemplaçar a Francesc Antich que havia estat designat portaveu parlamentari al Parlament de les Illes i són càrrecs incompatibles. Del 2003 al 2007 va ser diputada al Parlament de les Illes Balears, sempre en les llistes del PSIB-PSOE. També mantingué l'escó al Consell de Mallorca fins a l'octubre de 2006 en què al Parlament fou elegida portaveu titular del PSIB, càrrec incompatible amb la de consellera insular. Per això hagué de renunciar al Consell, lloc que ocupà Antoni Nadal Urrea. Des de 2007 a 2009 va ser reelegida diputada autonòmica i va ocupar la vicepresidència primera de la cambra, fins a la dimissió de Maria Antònia Munar, que passà a ocupar el càrrec de presidenta fins a final de legislatura.
Va ser Secretària d'Igualtat de la Federació Socialista de Mallorca entre el 2000 i el 2004, creant els Premis Maria Plaza que entrega anualment aquesta organització.
Pel que fa a les lleis més significatives aprovades durant el seu mandat, podem destacar: la Llei del Consell Audiovisual de les Illes Balears, la Llei de mesures urgents per a l'impuls de la inversió a les Illes Balears, la Llei del Consell Consultiu de les Illes Balears, la Llei de l'Ens Públic de Radiotelevisió de les Illes Balears, la Llei de salut pública de les Illes Balears i la Llei de la bona administració i del bon govern de les Illes Balears.